# Deutscher Preis für Wirtschaftskommunikation

Logo des Deutschen Preises für Wirtschaftskommunikation

Der Deutsche Preis für Wirtschaftskommunikation (DPWK) ist ein Preis, der an Unternehmen mit hervorragender Wirtschaftskommunikation verliehen wird. Vergeben wird der Preis in verschiedenen Kategorien von Studierenden der Hochschule für Technik und Wirtschaft Berlin (HTW). Die Studierenden aus dem gleichnamigen Studiengang werben in einem zweisemestrigen Projektstudium die Wettbewerbseinreichungen ein, organisieren die Juryarbeit und planen und realisieren die abschließende Preisgala. Sie werden bei ihrer Arbeit von Professoren der Hochschule begleitet und inhaltlich-fachlich insbesondere bei der Juryarbeit unterstützt. Die jährlich neu gebildete Jury wertet die Einreichungen aus dem besonderen Blickwinkel der „Young Talents der Kommunikationsbranche“ aus und bedient sich dabei eines differenzierten Sets an Kriterien zur Bewertung der Kreation und dem angenommenen bzw. nachgewiesenen Wirkungserfolges. Die Shortlist wird vor ihrer Bekanntgabe mit erfahrenen Experten aus der Kreativbranche und der Hochschule besprochen und final festgelegt. 
Über viele Jahre wurde der Preis organisatorisch durch die ehrenamtliche und engagierte Arbeit des an der Hochschule ansässigen Vereins zur Förderung der Wirtschaftskommunikation e. V. getragen. Seit dem Jahr 2023 ist die Hochschule für Technik und Wirtschaft Berlin (HTW) rechtlicher und wirtschaftlicher Träger des DPWK. Eine Auswertung der bisher vergebenen Preise zeigt, dass zu den Gewinnern sowohl zahlreiche renommierte Großunternehmen als auch kleine mittelständische Innovatoren zählen.
Hochschulpräsident Klaus Semlinger: „Der Deutsche Preis für Wirtschaftskommunikation (DPWK) hat inzwischen schon eine lange Tradition, aber der „Goldene Funke“ strahlt von Mal zu Mal heller und rückt damit nicht nur die Preisträger, sondern auch die hohe Kompetenz und Praxisnähe der HTW-Studierenden ins Licht.“

## Geschichte
Der Preis wird seit dem Jahr 2001 jährlich in Berlin verliehen. Traditionell wird den Gästen der Abendveranstaltung am Tag der Preisverleihung ein Zusatzprogramm zu Themen der Wirtschaftskommunikation an der Hochschule geboten. Auch in den Jahren 2021 und 2022 wurde der Preis trotz der Corona-Einschränkungen in aufwendig gestalteten Live-Streams vergeben. Die Veranstalter schätzen sich glücklich, dass der Preis unter der Schirmherrschaft des jeweils regierenden Bürgermeisters von Berlin und anderer namhafter Experten steht. Im Jahr 2023 wurde das Logo des DPWK einem Re-Design unterzogen. Während das bisherige Logo an die frühere Bezeichnung der Preistrophäen mit der Bezeichnung „Goldener Funke“ erinnern sollte, thematisiert der neue Markenauftritt die enge Verbundenheit des Projektes mit seiner Alma Mata, der Hochschule für Technik und Wirtschaft Berlin (HTW).

## Teilnahmebedingungen
Teilnahmeberechtigt sind im deutschsprachigen Raum (Deutschland, Österreich, Schweiz) ansässige Unternehmen und Organisationen privatrechtlicher sowie öffentlich-rechtlicher Art und die an der Kommunikationsmaßnahme beteiligten Agenturen. Dies schließt Tochterunternehmen internationaler Unternehmen und Organisationen mit Sitz im deutschsprachigen Raum mit ein. Agenturen werden gemeinsam mit ihrem Auftraggeber ausgezeichnet. In die Auswahl werden alle Kommunikationsmaßnahmen aus dem Business-to-Business- und Business-to-Consumer-Bereich einbezogen, die im deutschsprachigen Raum umgesetzt werden.

## Preisverleihungen
2023 | 2022 | 2021 | 2020 | 2019 | 2018 | 2017 | 2016 | 2014 | 2013 | 2012 | 2011 | 2010 | 2009 | 2008 | 2007 | 2006 | 2005 | 2004 | 2003 | 2002 | 2001 |
DPWK 2023
Schirmherren: Kai Wegner
Veranstaltungsort: KOSMOS Berlin
Gäste: 400
| Kategorie                                     | Gewinner                                 | Agentur                              | Kampagne                                                                                          |
| --------------------------------------------- | ---------------------------------------- | ------------------------------------ | ------------------------------------------------------------------------------------------------- |
| Brand & Product Communication                 | CFP Brands Süßwarenhandels GmbH & Co. KG | pilot Hamburg GmbH & Co. KG          | Fisherman’s Friend x Marteria – Sind sie zu stark?                                                |
| PR & Corporate Communication                  | UA Talents                               | MSL Group Germany GmbH               | Jobs und neue Perspektiven für Geflüchtete                                                        |
| Purpose & Sustainability Communication        | BAUHAUS AG Deutschland                   |                                      | 60 Jahre BAUHAUS – weil es richtig wichtig ist, pflanzt BAUHAUS eine Million Bäume in Deutschland |
| Internal Communication                        | Berliner Stadtreinigung                  |                                      | Future Work Week                                                                                  |
| Employer Branding                             | Generalzolldirektion                     | zum goldenen Hirschen Stuttgart GmbH | Wir sind Generation Zoll                                                                          |
| Content & Owned Media Communication           | Robert Bosch Power Tools GmbH            | DIE CREW AG                          | Dein Werk zählt                                                                                   |
| Live, Hybrid & Digital Event Communication    | Krones AG                                |                                      | Krones Showroom: Getränkeproduktion virtuell erleben                                              |
| Sonderpreis Brand Activism (Markenaktivismus) | Volkswagen AG                            | C3 Creative Code and Content GmbH    | #KeinFrauenfußball                                                                                |

DPWK 2022
Schirmherren: Franziska Giffey
Veranstaltungsort: Clubtheater Berlin
Gäste: 467
| Kategorie                                     | Gewinner              | Agentur                  | Kampagne                                             |
| --------------------------------------------- | --------------------- | ------------------------ | ---------------------------------------------------- |
| Brand & Product Communication                 | Hansgrohe Deutschland | Achtung! GmbH            | Water Tunes: Relaxing Beats aus Wasserstörgeräuschen |
| PR & Corporate Communication                  | antoni                |                          | #ZusammenGegenCorona                                 |
| Purpose & Sustainability Communication        | DKMS                  | AdUnique, Leagas Delaney | ICH WILL LEBEN                                       |
| Internal Communication                        | Drägerwerk            |                          | Ein Marathon. Viele Geschichten                      |
| Employer Branding                             | Klinikum Dortmund     |                          | KDOlympics – dabei sein ist alles                    |
| Content & Owned Media Communication           | UBS Switzerland       | Ferner Consulting AG     | UBS Growth Talk                                      |
| Live, Hybrid & Digital Event Communication    | Freudenberg           | komm.passion             | Die globale Mission Impossible                       |
| Sonderpreis FLINTA* Empowerment Communication | Mastercard            | FCB, Omnicom PR Group    | True Name                                            |

DPWK 2021
Schirmherren: Michael Müller
Veranstaltungsort: Fabrik 23, Berlin
Gäste: Digitalveranstaltung wegen Corona
| Kategorie                                           | Gewinner                                     | Agentur | Kampagne                                         |
| --------------------------------------------------- | -------------------------------------------- | --- | ------------------------------------------------ |
| Überzeugende Internet- und Recruiting-Kommunikation | Generalzolldirektion                         | | Du im Team für mehr Gerechtigkeit in Deutschland |
| Erfolgreiche Kampagne mit kleinem Budget            | Klinikum Deutschland                         | | Tanze deinen Job                                 |
| Beeindruckende Marken- und Produktkommunikation     | Iglo Deutschland                             | Hogarth, McCann, Zenithmedia, Segmenta Communication                                                                          | Yes ve gan!                                      |
| Interaktive Engagement-Kampagne                     | CosmosDirekt                                 | Leagas Delaney Hamburg GmbH                                                                                                   | #cosmicfail                                      |
| Mitreißendes Storytelling                           | Pro Senecture                                | thjnk Zürich | unverzichtbare Nebenjobs                         |
| Herausragende PR- und Öffentlichkeitsarbeit         | Deutscher Handwerkskammertag                 | DDB Berlin GmbH | Wir wissen was wir tun                           |
| Verantwortungsvolle Covid-19 Kommunikation          | 1. Berliner Verkehrsbetriebe 2. Jägermeister | 1. die Botschaft Communication GmbH, GUD.berlin GmbH, Riva Communications GmbH 2. Klenk & Hoursch Ag, Blackboat Internet GmbH | 1. Gemeinsam gegen Corona 2. Nähe on Remote      |
| Social Hero: Kampagne für den guten Zweck           | Sicherheim                                   | | Mehr Sicherheim für Frauen                       |

DPWK 2020
Schirmherren: Michael Müller
Veranstaltungsort: Reinbeckhallen, Berlin
Gäste: Digitalveranstaltung wegen Corona
| Kategorie                                         | Gewinner                 | Agentur                        | Kampagne                                  |
| ------------------------------------------------- | ------------------------ | ------------------------------ | ----------------------------------------- |
| brand product communication                       | Katjes                   | Anton jellyhouse GmbH & Co. KG | ChocJes TVC                               |
| corporate communication                           | Commerzbank AG           | thjnk Hamburg GmbH             | DFB Frauenkampagne #Pferdeschwanz         |
| employer communication                            | Polizei Berlin           | glow communication GmbH        | Wir können Hauptstadt                     |
| event- & live communication                       | Telekom Deutschland GmbH | DO IT GmbH                     | Digital                                   |
| digital customer experience                       | Mark-E                   |                                | uferzentrierter Webauftritt               |
| content marketing                                 | USB Switzerland          | Freundliche Grüße AG           | Familienratgeber „Geld will gelernt sein“ |
| Sonderpreis „communication for social businesses“ | The female Company       | Scholz & Friends               | The Tampon Book                           |

DPWK 2019
Schirmherren: Michael Müller
Veranstaltungsort: Radialsystem, Berlin
Gäste: 500
| Kategorie                               | Gewinner                                      | Agentur                                    | Kampagne                        |
| --------------------------------------- | --------------------------------------------- | ------------------------------------------ | ------------------------------- |
| Content Marketing                       | UBS Switzerland AG                            | WIRZ Communications AG                     | Clever Sparen                   |
| Event- und Messekommunikation           | Mercedes-Benz                                 | Gruppe für Gestaltung                      | „Ey-Alter“ – Ausstellung Berlin |
| Interne Kommunikation                   | Evonik Industries AG                          |                                            | #HumanChemistry                 |
| Marken- und Werbekommunikation          | Malteser Deutschland gGmbH                    | Strachwitz&Gerhard optimierte Werbung GmbH | Demenzkampagne                  |
| Social Media                            | BVG                                           | GUD.Berlin                                 | Liebling der Woche              |
| Unternehmenskommunikation               | OSRAM Licht AG                                | LautenbachSass                             | #TheNewOsram                    |
| Sonderpreis „K.I. in der Kommunikation“ | ZARA – Zivilcourage und Anti-Rassismus-Arbeit | Tunnel 23                                  | #CalmDownInternet               |

DPWK 2018
Schirmherren: Michael Müller, Peter Altmaier
Veranstaltungsort: Kosmos, Berlin
Gäste: 500
| Kategorie                            | Gewinner                                                |
| ------------------------------------ | ------------------------------------------------------- |
| Corporate Publishing                 | Tata Consultancy Group                                  |
| Event- und Messekommunikation        | BVG                                                     |
| Interne Kommunikation                | IHK zu Kiel                                             |
| Markenkommunikation                  | ADAC                                                    |
| Public Relations                     | Bundesverband der Deutschen Volks- und Raiffeisenbanken |
| Social Media Kampagne                | Samsung Electronics GmbH                                |
| Sonderpreis „Employer Communication“ | Siemens AG                                              |

DPWK 2017
Schirmherren: Michael Müller, Brigitte Zypries
Veranstaltungsort: Columbiahalle, Berlin
Gäste: 500
| Kategorie                            | Gewinner            |
| ------------------------------------ | ------------------- |
| Corporate Publishing                 | Deutsche Telekom AG |
| Event- und Messekommunikation        | BMW Group           |
| Interne Kommunikation                | TUI AG              |
| Markenkommunikation                  | Vorwerk & Co. KG    |
| Social Media Kampagne                | Hamburg Airport     |
| Werbekommunikation                   | RaboDirect          |
| Sonderpreis „Start-Up Kommunikation“ | PrintPeter GmbH     |

DPWK 2016
Schirmherren: Michael Müller, Sigmar Gabriel
Veranstaltungsort: Kino International, Berlin
Gäste: 500
| Kategorie                            | Gewinner                                  | Agentur                        |
| ------------------------------------ | ----------------------------------------- | ------------------------------ |
| Corporate Publishing                 | DENTSPLY IH GmbH                          | xmedias Werbeagentug           |
| Digitale Kommunikation               | MCM Klosterfrau Vertriebsgesellschaft mbH | DNMC GmbH                      |
| Integrierte Kommunikation            | ING-DiBa AG                               |                                |
| Innovative Kommunikation             | Berliner Verkehrsbetriebe                 | Grüner und Deutscher           |
| Mitarbeiter Kommunikation            | Still GmbH                                |                                |
| Responsible Kommunikation            | Berliner Stadtreinigung                   | Peporoni Werbe- und PR-Agentur |
| Sonderpreis „Start-Up Kommunikation“ | poqit.berlin UG                           |                                |

DPWK 2014
Motto: „Kommunikation auf den Punkt – Die Kunst der Reduktion“
Schirmherren: Klaus Wowereit
| Kategorie                                   | Gewinner                                 | Agentur               | Kampagne                             |
| ------------------------------------------- | ---------------------------------------- | --------------------- | ------------------------------------ |
| Corporate Publishing                        | Städtische Werke Magdeburg GmbH & Co. KG |                       | Liebe – Geschäftsbericht 2012        |
| Digitale Kommunikation                      | Deutsche Bahn AG                         | Scholz & Volkmer GmbH | Hertha Helden                        |
| Interne Kommunikation                       | ING-DiBa AG                              |                       | Projekt LEO – Umzug einer Großbank   |
| Live-Kommunikation                          | T-Systems International GmbH             | Zweimaleins GmbH      | T-Systems Messestand 2013            |
| Markenstrategie                             | Commerzbank AG                           | thjnk AG              | Der nächste Schritt                  |
| Public Relations                            | Akzo Nobel GmbH                          | komm.passion GmbH     | Faszination Lack                     |
| Werbekommunikation                          | Axel Springer SE / Die Welt              |                       | Weiterentwicklung Neudenker-Kampagne |
| Sonderpreis „gegen die Wegwerfgesellschaft“ | Zero Waste Jam                           |                       |                                      |

DPWK 2013
Motto: „Lebendig. Anspruchsvoll. Unabhängig“
Schirmherren: Klaus Wowereit, Sigmar Gabriel
Veranstaltungsort: Tipi am Kanzleramt, Berlin
Gäste: 500
| Kategorie                                                                                       | Gewinner                          | Agentur                                          |
| ----------------------------------------------------------------------------------------------- | --------------------------------- | ------------------------------------------------ |
| Corporate Social Responsibility                                                                 | Swisscom AG                       | Saatchi & Saatchi                                |
| Event- und Messekommunikation                                                                   | Kuka Roboter GmbH                 | weiskind Werbeagentur GmbH                       |
| Innovative Kommunikation                                                                        | Mammut Sports Group               | erdmannspeisker GmbH                             |
| Interne Kommunikation                                                                           | Audi AG                           | Beecken's Agentur GmbH                           |
| Markenpolitik                                                                                   | Adidas AG                         | Carat Deutschland GmbH                           |
| Online und Mobile Kommunikation                                                                 | Still GmbH                        | melting elements GmbH                            |
| Public Relations                                                                                | libri.de / ebook.de Internet GmbH | ad Publica Public Relations GmbH                 |
| Werbekommunikation                                                                              | HDplus GmbH                       | Hello AG Unternehmenskommunikation GmbH & Co. KG |
| Sonderpreis "10.000 km von Berlin nach Indien mit dem Fahrrad für den Bau von Trockentoiletten" | Guts for Change                   |                                                  |

DPWK 2012
Motto: „Vertrauensmanagement – Kommunikation, Mitarbeiter, Innovation“
Schirmherren: Klaus Wowereit, Philipp Rösler
Veranstaltungsort: Tipi am Kanzleramt, Berlin
Gäste: 500
| Kategorie                       | Gewinner                         | Agentur                                                                |
| ------------------------------- | -------------------------------- | ---------------------------------------------------------------------- |
| Corporate Publishing Design     | Berliner Stadtreinigungsbetriebe | Peperoni Werbe- und PR-Agentur GmbH                                    |
| Corporate Social Responsibility | Deutsche Telekom AG              | yoocoon GmbH                                                           |
| Event- und Messemarketing       | Still GmbH                       | melting elements GmbH                                                  |
| Innovative Kommunikation        | Flughafen Frankfurt-Hahn GmbH    | Straub & Linardatos GmbH                                               |
| Interne Kommunikation           | Otto (GmbH & Co KG)              | Institut für Marken- und Unternehmensphilosophie GmbH Kolle Rebbe GmbH |
| Markenpolitik                   | Ricola AG                        | webguerillas GmbH Seed audio-visual communication                      |
| Online und Mobile Kommunikation | Otto (GmbH & Co KG)              | Companions GmbH                                                        |
| Public Relations                | Brother International GmbH       | Dokulife consulting & research                                         |
| Werbekommunikation              | C&A Mode GmbH & Co. KG           | MelchesVonderstein Werbeagentur GmbH                                   |
| Sonderpreis                     | Jugend gegen Aids e. V.          | deepblue networks AG                                                   |

DPWK 2011
Motto: „Marketing Reality – mobil, online, erweitert“
Schirmherren: Klaus Wowereit, Rainer Brüderle, Hans Wall, Claudia Mast
Veranstaltungsort: Tipi am Kanzleramt, Berlin
Gäste: 500
| Kategorie                                        | Gewinner                  |
| ------------------------------------------------ | ------------------------- |
| Corporate Publishing Design                      | Metro Group               |
| Corporate Responsibility                         | REWE Group                |
| Event Marketing                                  | Porsche AG                |
| Interne Kommunikation                            | ING-DiBa AG               |
| Markenpolitik                                    | Stadtwerke Uelzen         |
| Public Relations                                 | Deutsche Post             |
| Stadt- und Regionalmarketing                     | Südniedersachsen Stiftung |
| Sonderpreis Engagement für das Thema Organspende | Verein Junge Helden e. V. |

DPWK 2010
Motto: „Der Goldene Funke“
Schirmherren: Rainer Brüderle, Klaus Wowereit, Manfred Bruhn
Veranstaltungsort: Postbahnhof am Ostbahnhof, Berlin
Gäste: 900
| Kategorie                                        | Gewinner                                            |
| ------------------------------------------------ | --------------------------------------------------- |
| Corporate Responsibility                         | ABB AG                                              |
| Event Marketing                                  | Otto Bock HealthCare GmbH                           |
| Interne Kommunikation                            | Wüstenrot und Württembergische AG                   |
| Markenpolitik                                    | Bundesverband der Volks- und Raiffeisenbanken e. V. |
| Public Relation                                  | Deutsche Post DHL                                   |
| Werbliche Kommunikation                          | Deutscher Sparkassen- und Giroverband e. V.         |
| Sonderpreis „SciencExpress – Expedition Zukunft“ | Max-Planck-Gesellschaft                             |

DPWK 2009
Motto: „Abenteuer Botschaft“
Schirmherren: Klaus Wowereit, Manfred Bruhn, Karl-Theodor zu Guttenberg
Veranstaltungsort: Friedrichstadtpalast, Berlin
Gäste: 1000
| Gewinner                            |
| ----------------------------------- |
| Fressnapf Tiernahrungs GmbH         |
| ING-DiBa AG                         |
| Deutsche BP AG                      |
| Cognis GmbH                         |
| Hubert Burda Stiftung (Sonderpreis) |

DPWK 2008
Motto: „Die Zeichensetzer“
Schirmherren: Klaus Wowereit, Volker Nickel, Heribert Meffert, Manfred Bruhn
Veranstaltungsort: Admiralspalast, Berlin
Gäste: 1000
| Gewinner                                             |
| ---------------------------------------------------- |
| Sparkassen Finanzportal GmbH (für Gebrauchtwagen.de) |
| Henkel AG & Co. KG                                   |
| TNT Express GmbH                                     |
| Neue Schule Hamburg (Sonderpreis)                    |

DPWK 2007
Motto: „Antrieb. Vorsprung. Wachstum“
Schirmherren: Michael Glos, Klaus Wowereit
Veranstaltungsort: Radialsystem V, Berlin
Gäste: 800
| Gewinner                                   |
| ------------------------------------------ |
| Philips GmbH                               |
| E-Plus Mobilfunk GmbH & Co. KG             |
| Wall AG                                    |
| Stiftung Deutsche Sporthilfe (Sonderpreis) |

DPWK 2006
Motto: „Energiefaktor WK – Kommunikation umgesetzt“
Schirmherr: Klaus Wowereit
Veranstaltungsort: E-Werk, Berlin
Gäste: 800
| Gewinner                          |
| --------------------------------- |
| Adidas AG                         |
| Comdirect Bank Aktiengesellschaft |
| Deutsche BP AG                    |
| UNICEF (Sonderpreis)              |

DPWK 2005
Motto: „Prädikat Ausgezeichnet“
Schirmherren: Klaus Wowereit, Gabriele Fischer, Gertrud Fischer.
Veranstaltungsort: Theater am Potsdamer Platz, Berlin
Gäste: 1000
Besonderes: Einführung des ersten, durchgängig in allen DPWK Medien kommunizierten, Mottos
| Gewinner                                    |
| ------------------------------------------- |
| Verlagsgruppe Handelsblatt GmbH             |
| Pernod Ricard Deutschland GmbH – Ramazzotti |
| ThyssenKrupp AG                             |
| SOS-Kinderdörfer Weltweit (Sonderpreis)     |

DPWK 2004
Schirmherr: Klaus Wowereit
Veranstaltungsort: Theater des Westens, Berlin
Gäste: 800
Besonderes: Einführung der sieben neuen Kategorien plus Sonderpreis
| Gewinner                          |
| --------------------------------- |
| Hochtief AG                       |
| Aral AG                           |
| Schneidersöhne Unternehmensgruppe |
| MoMa Berlin (Sonderpreis)         |

DPWK 2003
Schirmherren: Wolfgang Clement und Klaus Wowereit
Veranstaltungsort: Kino International, Berlin
Gäste: 500
| Gewinner      |
| ------------- |
| Drägerwerk AG |

DPWK 2002
Schirmherren: Werner Müller, Klaus Wowereit
Veranstaltungsort: Staatsratsgebäude, Berlin
Gäste: 300
| Gewinner              |
| --------------------- |
| Hewlett-Packard GmbH  |
| Siemens AG            |
| mobilcom-debitel GmbH |

DPWK 2001
Schirmherr: Hans Olaf Henkel
Veranstaltungsort:Ludwig Erhard Haus, Berlin
Gäste: 150
| Gewinner        |
| --------------- |
| Daimler AG      |
| Rodenstock GmbH |
| Techem GmbH     |

Weblinks
- Website des Deutschen Preises für Wirtschaftskommunikation
- Website des gemeinnützigen Vereins zur Förderung der Wirtschaftskommunikation
- PR-Journal: DPWK 2019 – der Preis für Wirtschaftskommunikation, der von Studierenden vergeben wird
- PR Career Center: DPWK 2019 – Wie Studenten einen Branchen-Award auf die Beine stellen